# Explosion de poussières
 (avril 2021).

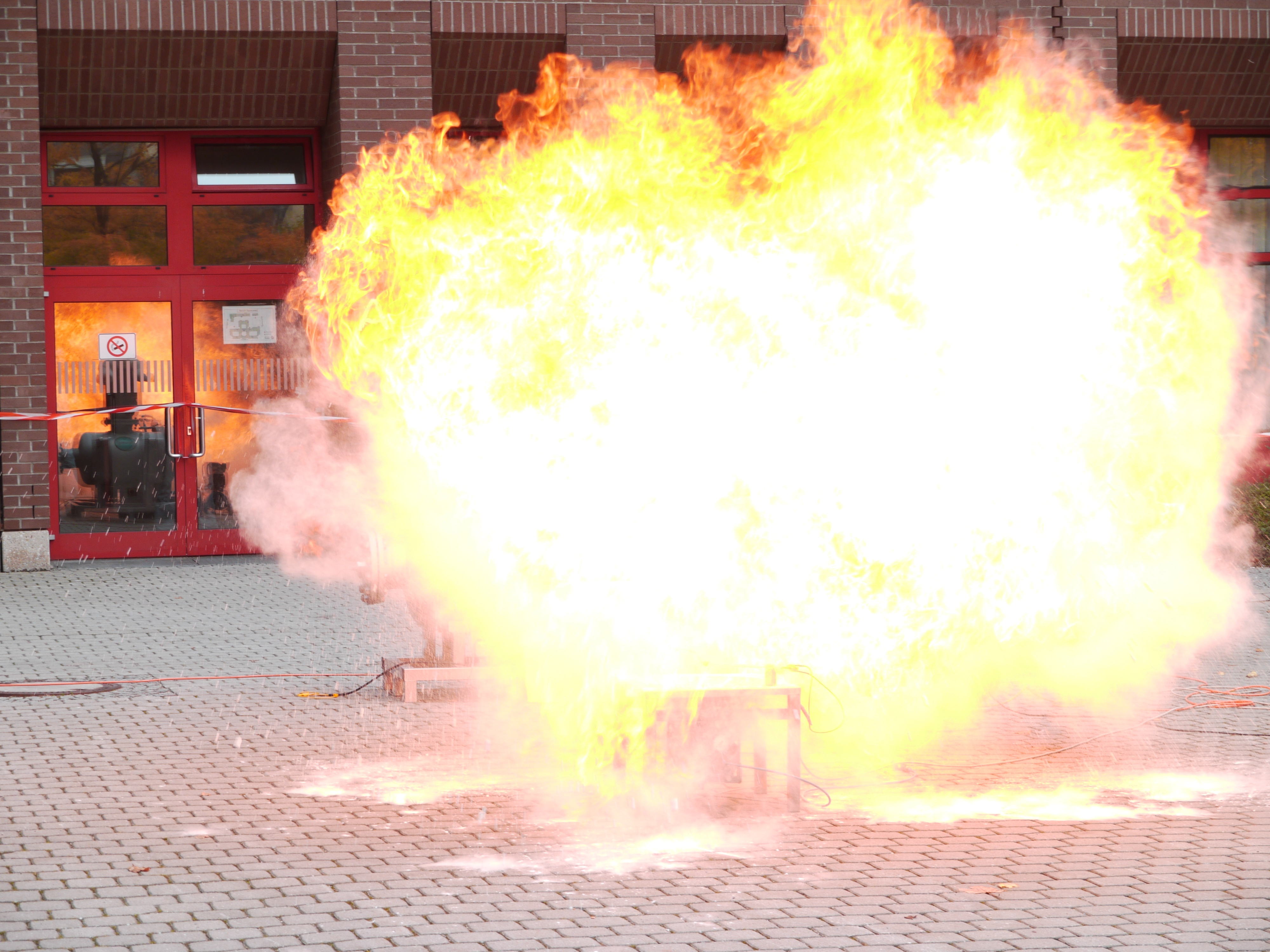
Une explosion de poussière de farine (provoquée volontairement).

Une explosion de poussières est une combustion rapide de particules en suspension dans l'air dans un milieu confiné. Les poussières de charbon sont un risque minier important dans le domaine de l'extraction, mais les explosions de poussière peuvent se produire en tout milieu confiné, dès lors que les particules sont combustibles ou oxydables, notamment des silos portuaires qui sont remplis et vidés très fréquemment, donc bien plus poussiéreux qu'un silo agricole, ou encore des moulins comme lors de la catastrophe du Grand Moulin.

## Conditions pour une explosion de poussières
Il existe quatre conditions pour créer une explosion de poussières ou déflagration
1. un combustible sous forme de poussière ;
2. une concentration minimale ;
3. un comburant ou oxydant (souvent le dioxygène de l'air) ;
4. une source d'ignition.

### Type de poussières
De nombreux matériaux sont connus pour favoriser la formation de poussières susceptibles d'exploser comme le charbon, la poussière de bois ou l'amidon de farine, comme dans le cas de la catastrophe du Grand Moulin. Les particules métalliques sont capables de s'oxyder violemment en surface pour former des nuages explosifs.

### Sources d'ignition
De nombreuses sources d'ignition sont capables d'entraîner une explosion, notamment, mais non exclusivement :
- friction, spécifiquement entre deux métaux ce qui peut conduire à des étincelles ou un échauffement local[1] ;
- arc électrique d'un générateur ou autre équipement ;
- surfaces chaudes ;
- feu ;
- étincelle.

Après une explosion, il est souvent difficile de remonter à la source de l'ignition.